# 馬提亞斯·維爾哈爾姆森
馬提亞斯·維爾哈爾姆森（1989年6月19日—）是一位冰島足球運動員。在場上的位置是攻擊型中場或守門員。他現在效力於挪威足球超級聯賽球隊斯塔特足球俱樂部。他也代表冰島國家足球隊參賽。